# Convenciones sobre nomenclatura astronómica
En la antigüedad sólo el Sol, la Luna, algunas estrellas y los planetas más visibles recibieron nombre. En los últimos siglos el número de objetos astronómicos identificados se ha elevado de algunos centenares a más de mil millones y cada año se descubren más. Los astrónomos necesitan una manera sistemática de asignar nombres a cada uno de ellos para identificarlos con claridad y al mismo tiempo, cuando esto reviste algún interés especial, dar nombres propios a los objetos y a sus características más relevantes.
La Unión Astronómica Internacional (UAI) es el principal organismo reconocido por la comunidad internacional de astrónomos e incluso por otros científicos, como autoridad para dar nombre a los objetos astronómicos. En respuesta a la necesidad de nombres claros, ha creado una serie de sistemas de nomenclatura sistemáticos dependiendo del tipo de objetos.
Algunas compañías venden el derecho de dar nombre a algunas estrellas en sus listas privadas, aunque la UAI (y, por tanto, la mayoría de astrónomos) no reconocen esos nombres como oficiales. 

## Los nombres de las estrellas
Según la UAI, aparte de un número limitado de estrellas brillantes con nombres históricos, las estrellas no tienen nombre propio. Estos nombres son, generalmente, de procedencia árabe, lo que refleja el rol líder en astronomía de la cultura árabe durante la Edad Media europea. En la lista de nombres de estrellas están algunos de estos nombres.
Solo hay algunos miles de estrellas lo suficientemente brillantes en el cielo terrestre como para ser visibles al ojo humano, por lo que éste es el límite del posible número de estrellas que han recibido nombre por parte de culturas antiguas. Este límite es aproximado, ya que varía según la agudeza visual del observador; pero diez mil estrellas parece ser el límite máximo a lo que es fisiológicamente posible.
A pesar de esto, se estima que el número de estrellas con nombre propio reconocido está entre 300 y 350, la mayoría de las cuales destacan por su brillo o por formar parte de constelaciones que contienen estrellas muy brillantes. Debido a que fueron muchas las culturas que dieron nombre propio a las estrellas, el número de nombres propios de estrellas es mayor que el número de estrellas con nombre propio. Por ejemplo, la estrella Polaris ha recibido, entre otros, los nombres de Alruccabah, Cynosura, Mismar, Navigatorio, Phoenicce, Estrella Polar, Tramontana y Yilduz.
Con el aumento de las capacidades de los telescopios se han hecho visibles estrellas que no lo eran antes, demasiadas como para tener nombre. En cambio, tienen designaciones asignadas por diferentes catálogos de estrellas. Los catálogos más antiguos asignaban un número arbitrario a cada objeto, o bien usaban simplemente un esquema de nombramiento sistemático como combinar los nombres de las constelaciones con letras griegas (como en Alpha Centauri). La existencia de múltiples catálogos estelares también implicaba que algunas estrellas tenían más de una designación. Por ejemplo, la estrella conocida por el nombre arábico de Rigil Kentaurus recibió también la denominación de Bayer que hemos mencionado antes, Alpha Centauri.
Además, cuando el poder de resolución de los telescopios aumentó, se descubrió que muchos de los objetos que a simple vista vemos como un punto brillante en el cielo son en realidad sistemas estelares múltiples en los que las estrellas están demasiado próximas entre sí para ser distinguidas individualmente por el ojo humano. Esta y otras confusiones hacen esencial que se ponga gran cuidado a la hora de usar las diferentes designaciones. Por ejemplo, Alpha Centauri es en realidad un sistema estelar triple, formado por tres estrellas llamadas Alpha Centauri A, B y C respectivamente.
Los catálogos más modernos están generados por ordenador, usando telescopios de alta resolución y sensibilidad, por lo que describen un gran número de objetos. Por ejemplo, el Guide Star Catalog II tiene entradas sobre más de 998 millones de objetos astronómicos diferentes. En estos catálogos, los objetos generalmente están localizados con una resolución muy alta, y sus designaciones están basadas en su posición en el cielo. 
Por último, hay algunas pocas estrellas nombradas en honor a personas.

## Los nombres y límites de las constelaciones
Históricamente, el cielo fue dividido arbitrariamente en constelaciones, de acuerdo con "dibujos" que percibían sus antiguos observadores al mirar al cielo, formados por estrellas unidas por líneas imaginarias. Al principio, solo estaban definidas dichas líneas, y el número de las constelaciones y sus nombres variaban de un mapa estelar a otro. Aunque las constelaciones carecen de significado científico, proporcionan una referencia útil para situar un punto en el cielo. En 1930, los límites de las constelaciones fueron fijados por Eugène Joseph Delporte y adoptados por la UAI, por lo que ahora cualquier punto de la esfera celeste pertenece a una constelación.

## Los nombres de las supernovas
Los descubrimientos de supernovas son reportados al Central Bureau for Astronomical Telegrams de la Unión Astronómica Internacional, que envía una circular con el nombre que le asigna. El nombre está formado por el año de descubrimiento, seguido inmediatamente por una designación de una o dos letras. Las primeras 26 supernovas del año recibe una letra en mayúsculas, de la «A» a la «Z». Más tarde, se usan parejas de letras minúsculas, a partir de «aa», «ab», y así sucesivamente. Cuatro supernovas históricas son conocidos simplemente por el año en que ocurrieron (SN 1006, 1054, 1572 (Nova de Tycho) y 1604 (Estrella de Kepler)); a partir de 1885, se utilizan las letras, incluso si sólo había una única supernova detectada en ese año (por ejemplo, SN 1885A, 1907A) —esto último ocurrió con SN 1947A. La abreviatura estándar «SN» es un prefijo opcional. Con la mejora de los instrumentos y el aumento del número de astrónomos (profesionales y amateurs) la búsqueda ha aumentado y más y más supernovas se observan cada año —en la actualidad casi 500 al año. Por ejemplo, la última supernova de 2006 fue SN 2005ue, que indica que fue la 551ª supernova en 2006 (de hecho, un año récord). 

## Los nombres de las galaxias
Como las estrellas, la mayoría de las galaxias no tienen nombre. Hay pocas excepciones, como la galaxia de Andrómeda, la galaxia Whirlpool y otras, pero la mayoría simplemente tienen un número de catálogo. 
En el siglo XIX, la naturaleza exacta de las galaxias aún no se entendía y los primeros catálogos, como el catálogo Messier simplemente agrupaban juntos cúmulos abiertos, cúmulos globulares, nebulosas y galaxias, un total de 110. La galaxia de Andrómeda es el objeto Messier 31 o M31, la galaxia Whirlpool es la M51. El Nuevo Catálogo General (en inglés, New General Catalogue, conocido por sus siglas NGC) (J. L. E. Dreyer 1888) era mucho más grande y contenía ya cerca de 8.000 objetos.

## Los nombres de los planetas
Los planetas más brillantes en el cielo han sido nombrados desde la antigüedad. Los nombres científicos fueron tomados de los nombres dados por los romanos: Mercurio, Venus, Marte, Júpiter y Saturno. Nuestro propio planeta, normalmente llamado la Tierra, o el equivalente en la lengua que se habla (por ejemplo, dos astrónomos de habla francesa lo llamaría «la Terre»). Sin embargo, sólo recientemente en la historia humana ha sido considerado como un planeta. La Tierra, cuando es considerada como un planeta, a veces también es llamada por su nombre latino de «Terra» (algunos antiguos relatos de ciencia ficción utilizaron el alternativo «Tellus'»). 
Al menos, dos cuerpos fueron descubiertos más tarde y llamados planetas: 
- Urano, descubierto por William Herschel en 1781;
- Neptuno, descubierto por Johann Gottfried Galle en 1846 (basándose en las predicciones de Urbain Le Verrier y John Couch Adams)

A todos estos planetas se les dio nombres de mitos griegos o romanos, para que coincidieran con el nombre de los antiguos planetas. Sin embargo, esto fue sólo después de cierta controversia. Por ejemplo, Sir William Herschel descubrió Urano en 1781, y originalmente lo llamó Georgium Sidus (estrella de Jorge) en honor del rey George III del Reino Unido. Los astrónomos franceses empezaron a llamarlo Herschel antes de que el alemán Johann Bode propusiera el nombre de Urano, por el dios griego y romano. El nombre Urano no llegó a ser de uso común hasta alrededor de 1850. 
A partir de 1801, se descubrieron los asteroides entre Marte y Júpiter. Los primeros Ceres, Palas, Juno, Vesta) se consideraron inicialmente planetas menores y se unieron a las listas de los planetas. A medida que fueron descubiertos más y más, pronto fueron despojados de su estatus de planeta. Por otra parte, Plutón, en el momento de su descubrimiento en 1930, fue considerado un planeta, ya que se descubrió mucho más allá de cualquier otro asteroide mayor entonces conocido, a gran distancia del Sol. 
Siguiendo este esquema, a varios cuerpos hipotéticos se les dio nombres: 
- Vulcan, a un planeta dentro de la órbita de Mercurio;
- Phaeton, a un planeta entre Marte y Júpiter, que fue el precursor de los asteroides;
- Themis, a una luna de Saturno;
- Persephone (y varios otros nombres), a un objeto transneptuniano.

Unos sesenta años después del descubrimiento de Plutón comenzaron a ser descubiertos gran número de objetos transneptunianos. Según los criterios de clasificación estos objetos del Cinturón de Kuiper (KBO), se convirtió en dudoso si Plutón hubiera sido llamado planeta si hubiera sido descubierto en la década de 1990. Su masa es ahora conocido, siendo mucho más pequeño que lo que se pensaba y, con el descubrimiento de Eris, es simplemente el segundo objeto trans-neptuniano conocido más grande. En 2006, Plutón fue reclasificado a una clase diferente de cuerpos astronómicos conocidos como planetas enanos.

## Los satélites naturales de los planetas
La luna de la Tierra es simplemente conocida como la Luna, o el equivalente en la lengua que se habla (por ejemplo, dos astrónomos de habla francesa lo llamarían "la Lune"). Los satélites de otros planetas son por lo general designados con el nombre de figuras mitológicas. No así, por ejemplo, los satélites de Urano, que son nombres de personajes de las obras de William Shakespeare o Alexander Pope. 
Cuando se descubre un satélite, se le da una designación provisional, como por ejemplo "S/2000 J 11" por satélite (el nuevo 11 de Júpiter descubierto en 2000) o "S/2003 S 1" (la 1 ª nuevo satélite de Saturno, descubierto en 2003). La inicial "S /" significa "satélite", y distingue de prefijos como "D /", "C /", y "P /", utilizado para los cometas. La designación "R /" se utiliza para los anillos planetarios. Estas designaciones son a veces escrito como "S/2003 S1", dejando caer el segundo espacio. La siguiente carta de la categoría y el año identifica el planeta (Júpiter, Saturno, Urano, Neptuno, aunque sin presencia de los otros planetas se espera, Marte y Mercurio se ambigüedad a través del uso de Hermes para la segunda). El planeta enano Plutón es designado por P. Cuando el objeto se encuentra alrededor de un planeta menor, el identificador usado es el número de éste entre paréntesis. Por lo tanto, Dactyl, la luna de 243 Ida, al principio fue designado "S/1993 (243) 1". Una vez confirmado y el nombre, se convirtió en (243) Ida I Dactyl. 
- H = Mercurio  (Hermes)
- V = Venus
- E = Tierra
- M = Marte
- J = Júpiter
- S = Saturno
- U = Urano
- N = Neptuno

Nota: La asignación de "H" para el mercurio especificada por el USGS Gazetteer of Planetary Nomenclature, ya que suelen seguir las directrices de cerca la UAI, esto es muy probable que la Convención de la UAI, pero la confirmación es necesaria. 
Pasados unos meses o años, cuando la existencia de un satélite recién descubierto ha sido confirmada y su órbita calculada, un nombre permanente elegido, que sustituye a la "S /" denominación provisional. Sin embargo, en el pasado, algunos satélites permanecieron sin nombre por períodos sorprendentemente mucho tiempo después de su descubrimiento. Ver nombres de las lunas de una historia de cómo algunos de los principales satélites recibió su nombre actual. 
El sistema de numeración romana surgió con el primer descubrimiento de los satélites naturales de otros que la luna de la Tierra: Galileo se refiere a los satélites galileanos como I a IV (a partir de Júpiter hacia fuera), en parte, a pesar de su rival Simon Marius, quien había propuesto los nombres ahora adoptado. Similares sistemas de numeración, naturalmente, surgió con el descubrimiento de las lunas de Saturno y de Marte. Aunque el número designado inicialmente las lunas en órbita de secuencia, los nuevos descubrimientos pronto se aparta de este esquema (por ejemplo, "Júpiter V" Amaltea, que orbita más cerca de Júpiter que se Io). La convención no declarada luego se convirtió, al final del siglo XIX, que los números más o menos refleja el orden de descubrimiento, salvo excepciones históricas anteriores (véase la Cronología del descubrimiento de los planetas del Sistema Solar y sus lunas).

## Los accidentes geológicos y geográficos en planetas y satélites
Además de nombrar los propios planetas y satélites, también necesitan ser identificados los principales rasgos o accidentes geológicos y geográficos individuales (cráteres, montañas, volcanes, etc) en tales planetas y satélites . 
En los primeros días, sólo un número muy limitado de accidentes podían ser vistos en otros cuerpos del sistema solar aparte de la Luna. Los cráteres en la Luna podían ser observados, incluso con algunos de los primeros telescopios, y con los telescopios del siglo XIX se podían distinguir algunos accidentes en Marte. Júpiter tenía su famosa Gran Mancha Roja, también visible con los antiguos telescopios. 
En 1919 se formó la UAI y se nombró un comité para regularizar las caóticas nomenclaturas vigentes en ese momento en la Luna y Marte. Gran parte del trabajo fue realizado por María Adela Blagg, y el informe denominado Named Lunar Formations [Formaciones lunares con nombre], de Blagg y Muller (1935), fue la primera lista sistemática de la nomenclatura lunar. Más tarde, fue publicado The System of Lunar Craters, quadrants I, II, III, IV [El sistema de cráteres lunares, cuadrantes I, II, III y IV], bajo la dirección de Gerard P. Kuiper. Estas obras fueron aprobadas por la UAI y se convirtieron en la fuente reconocida para la nomenclatura lunar. 
La nomenclatura de Marte se aclaró en 1958, cuando un comité de la IAU recomendó para su aprobación los nombres de 128 «accidentes de albedo» (Albedo feature) (brillante, oscuro o coloreado) observados a través de telescopios terrestres (IAU, 1960). Estos nombres se basaron en un sistema de nomenclatura desarrollado en el siglo XIX por el astrónomo italiano Giovanni V. Schiaparelli  (1879) y ampliado en el siglo XX por Eugene M. Antoniadi (1929), un astrónomo de nacimiento griego que trabajaba en Meudon, Francia. 
Sin embargo, la época de las sondas espaciales proporcionó imágenes de alta resolución de los diversos cuerpos del sistema solar, haciendo necesario proponer estándares de nomenclatura para los accidentes vistos en ellos.

## Los planetas menores
Inicialmente, los nombres dados a los planetas menores siguieron el mismo patrón que el de los otros planetas: los nombres de los mitos griegos o romanos, con preferencia por los nombres de mujer. Con el descubrimiento en 1898 del primer cuerpo encontrado que cruzaba la órbita de Marte, se consideró adecuada una opción diferente y fue elegido 433 Eros. Esto dio inicio a un patrón de nombres femeninos para los cuerpos del cinturón principal y de nombres masculinos para aquellos con órbitas inusuales. 
Con los años, con más y más descubrimientos, este sistema fue finalmente reconocido como insuficiente y se ideó uno nuevo. En la actualidad, la principal responsabilidad de designar y nombrar planetas menores se encuentra en el Comité de Nomenclatura de Cuerpos Pequeños (en inglés, Committee for Small Body Nomenclature, CSBN). A los planetas menores se les asignan inicialmente designaciones provisionales cuando son observados, de la forma  "2001 KX76" (la primera parte es el año y la segunda parte define un orden secuencial de los descubrimientos de ese año; ver la designación provisional para más detalles). Si se obtienen suficientes avistamientos del planeta menor mismo para calcular una órbita, al objeto se le asigna un número secuencial —su «denominación»— y entonces puede ser citado, como, por ejemplo, (28978) 2001 KX76.
Después de que la designación sea asignada, al descubridor se le da la oportunidad de proponer un nombre, que, si es aceptado por la IAU, sustituye a la denominación provisional. Así, por ejemplo, a (28978) 2001 KX76 se le dio el nombre y ahora es conocido como (28978) Ixion, que es a menudo abreviada como 28978 Ixion. El nombre se hace oficial después de su publicación en la Circular de Planetas Menores (Minor Planet Circular) con una reseña breve explicando su significado. Esto puede ser un par de años después del avistamiento inicial, o en el caso de  asteroides ''perdidos'', puede tardar varias décadas antes de que se vea de nuevo y finalmente se le asigna una denominación. Si un planeta menor sigue sin identificar diez años después de que se ha haya dado una designación, el derecho a un nombre es dado también a los identificadores de las diversas apariciones del objeto, a los descubridores de las apariciones de que no sea el oficial, a aquellos cuyas observaciones contribuyeron ampliamente a la determinación de la órbita, o de los representantes del Observatorio en el que se hizo el descubrimiento oficial. La CSBN tiene derecho a actuar por su cuenta en el nombramiento de un planeta menor, que a menudo ocurre cuando el número asignado al cuerpo es un número entero de miles de personas. 
En los últimos años, los esfuerzos de búsquedas automatizadas como LINEAR o LONEOS han descubierto tantos miles de nuevos asteroides que el Centro de Nomenclatura de Cuerpos Pequeños, oficialmente, ha limitado a nombrar un máximo de dos nombres por descubridor cada dos meses. Así, a la abrumadora mayoría de los asteroides descubiertos en la actualidad no se le asignan nombres oficiales. 
Según las reglas de la UAI, los nombres deben ser pronunciables, preferiblemente de una sola palabra (por ejemplo, Annefrank (5535 Annefrank)), aunque pueden darse excepciones (como James Bond (9007 James Bond)), y desde 1982 su longitud máxima está limitada a dieciséis caracteres, incluyendo espacios y guiones (esta regla fue violada una vez por el cometa-asteroide (4015) Wilson–Harrington, cuyo nombre tiene 17 caracteres; esto se debe a que ya había sido nombrado como cometa antes de ser redescubierto como asteroide). Los caracteres con acento diacrítico son aceptados, aunque los signos diacríticos son generalmente omitidos en el uso cotidiano. 4090 Říšehvězd es un asteroide con la mayoría de los signos diacríticos (cuatro). Los militares y dirigentes políticos no son adecuados hasta que estén muertos desde hace 100 años. Hoy en día, se disuade de usar nombres de animales de compañía, pero hay algunos en el pasado. Los nombres de personas, empresas o productos conocidos solo por su éxito en los negocios, no se aceptan, así como citas que se asemejen a la publicidad. 
Los nombres caprichosos pueden ser utilizados para asteroides relativamente comunes (como 26858 Misterrogers), pero los que pertenecen a ciertos grupos dinámicos que se espera seguir más estrictamente son designados según los sistemas de denominación. 
- Asteroides troyanos (aquellos con librate en resonancia 1:1 con Júpiter) son nombrados por los héroes de la Guerra de Troya. Los asteroides en el punto de Lagrange L4 llevan el nombre de guerreros griegos (como 588 Achilles) y los asteroides en L5 de troyanos (como 884 Priamus).
- Los planetoides trans-jovianos que crucen o se acerquen a la órbita de un planeta gigante, pero que no estén en una resonancia de estabilización llevan el nombre de centauros (como 2060 Chiron).
- Objetos que crucen o se acerquen a la órbita de Neptuno y en resonancias estabilizadas de otras resonancias de 1:1 se les dan nombres mitológicos asociados con el bajo mundo (como el 90482 Orcus).
- A los objetos suficientemente alejados de la órbita de Neptuno cuya estabilidad orbital es razonablemente segura para una fracción importante de la vida del sistema solar, se les dan nombres mitológicos asociados con la creación (como 50000 Quaoar).
- A los objetos que se acercan o cruzan la órbita de la Tierra se les dan también nombres mitológicos (como 1862 Apollo), de preferencia varones.

## Cometas
Los nombres dados a los cometas han seguido varios convenios distintos en los dos últimos siglos. Antes de la aprobación de cualquier convenio de nomenclatura sistemática, los cometas fueron nombrados en una variedad de maneras. El primero en ser llamado fue el "cometa Halley" (ahora conocido oficialmente como el cometa Halley), nombrado por Edmond Halley, que había calculado su órbita. Del mismo modo, el segundo cometa periódico conocido, el cometa Encke (designado oficialmente 2P/Encke), fue nombrado por el astrónomo Johann Encke, que calculó su órbita mejor que el descubridor original del cometa, Pierre Méchain. Otros cometas que llevaba el posesivo incluyen el cometa de Biela (3D/Biela) y el cometa Miss Herschel (35P/Herschel-Rigollet, o cometa Herschel-Rigollet). Los cometas más brillante (no periódicos) fueron denominados como «el gran cometa de ...», según el año en que hubiese aparecido.
En el siglo XX, la convención de nombrar los cometas según sus descubridores se convirtió en común y sigue así hoy en día. Un cometa es nombrado después de ser avistado por sus tres primeros descubridores independientes. En los últimos años, muchos cometas han sido descubiertos por instrumentos operados por grandes equipos de astrónomos, y en este caso, los cometas pueden ser nombrados por el instrumento (por ejemplo, Comet IRAS-Araki-Alcock (C/1983 H1), fue descubierto de forma independiente por el satélite IRAS y los astrónomos aficionados Genichi Araki y George Alcock). El cometa 105P/Singer Brewster, descubierto por Stephen Singer-Brewster, debería de haber sido nombrado «105P/Singer-Brewster», pero esto habría llevado a la mayoría de los lectores a creer que había sido un descubrimiento común de dos astrónomos llamados Singer y Brewster, respectivamente, por lo que el guion se sustituyó por un espacio. Otros cometas, con espacios en sus nombres, sin embargo, reflejan el nombre de sus descubridores (por ejemplo, 32P/Comas Solá).
Hasta 1994, la denominación sistemática de los cometas (el "viejo estilo") consiste primero en darles una denominación provisional según el año de su descubrimiento seguido de una letra minúscula que indica su orden de descubrimiento en ese año (por ejemplo, el primer cometa Bennett es 1969i , el cometa 9 descubierto en 1969). En 1987, fueron descubiertos más de 26 cometas, por lo que el alfabeto fue usado de nuevo con un subíndice «1», muy parecido a lo que se hace todavía con los asteroides (por ejemplo, el cometa Skorichenko-George, 1989e1). El año récord fue 1989, que llegó hasta el 1989h1. Una vez que se haya establecido la órbita, al cometa se le da una designación permanente según el orden del tiempo de paso por el perihelio, que consiste en el año seguido por un número romano. Por ejemplo, el cometa Bennett (1969i) se convirtió en 1970 II.
El creciente número de descubrimientos de cometas hicieron que este procedimiento fuese poco operativo, y en 1994 la Unión Astronómica Internacional aprobó un nuevo sistema de nombres (el "Nuevo Estilo"). Los cometas son designados por el año de su descubrimiento seguido de una letra que indica la mitad del mes del descubrimiento (A denota la primera quincena de enero, B denota la segunda quincena de enero, C denota la primera mitad de febrero, D representa el segunda quincena de febrero, etc.) y un número que indica el orden de descubrimiento. A modo de ejemplo, el cuarto cometa descubierto en la segunda mitad de febrero de 2006 se designó 2006 D4 (la «I» y la «Z» no se utilizan para describir la mitad de un mes en particular). Se añaden también prefijos para indicar la naturaleza de los cometas, con P/ indicando un cometa periódico, C/ indicando un cometa no-periódico, X/ indicando un cometa cuya órbita fiable no se pudo calcular (por lo general los cometas descritos en las crónicas históricas), D/ indica un cometa que se ha roto o se ha perdido, y A/ indicando un objeto que primero se pensó era un cometa, pero que más tarde fue reclasificado como un asteroide. Los cometas periódicos también tienen un número que indica el orden de su descubrimiento. Así el cometa Bennett tiene la denominación sistemática C/1969 Y1. El cometa Halley, el primer cometa en ser identificado como periódico, tiene el nombre sistemático  1P/1682 Q1. El cometa Hale-Bopp tiene el nombre sistemático de C/1995 O1. El famoso cometa Shoemaker-Levy 9 fue el noveno cometa periódico, descubierto conjuntamente por Carolyn Shoemaker, Eugene Shoemaker y David Levy (el equipo Shoemaker-Levy también ha descubierto cuatro cometas no-periódicos intercalados con los periódicos), pero su nombre sistemático es D/1993 F2 (que fue descubierto en 1993 y al que se aplica el prefijo «D/», ya que se observó como se estrelló contra Júpiter). 
Algunos cometas fueron detectados por primera vez como planetas menores, y recibieron una designación provisional en consecuencia antes de que la actividad del cometa fuera descubierta más tarde. Esta es la razón de que cometas como P/1999 XN120 (Catalina 2) o P/2004 DO29 (Spacewatch-LINEAR). El MPECs y la versión HTML de la IAUC, debido a su estilo telegráfico, "aplanan" los subíndices, pero la versión en PDF de la IAUC, y algunas otras fuentes, como las Circulares Yamamoto (YamC) y el Tsirkular Kometnyj (Komet. Tsirk.) los usan.

## Las denominaciones de planetas extrasolares
Por el momento, según la UAI, no hay acuerdo para la designación de sistema de planetas que orbiten alrededor de otras estrellas, ni hay ningún plan para crear un sistema de nombres de planetas extrasolares.  Una tendencia que está ganando importancia utiliza una letra minúscula (empezando con la «b») para extender la designación de la estrella. Por ejemplo, HD 188753 Ab, es el primer planeta extrasolar encontrado alrededor de la estrella HD 188753 A, ella misma miembro del sistema estelar triple HD 188753. De vez en cuando aparecen nombres de planeta añadiendo al nombre de la estrella números romanos  (por ejemplo, Sol I, II, Sol, Sol III), pero no se usa mucho fuera del ámbito de la ciencia ficción o los juegos de rol.